# Debiera haber obispas
Debiera haber obispas é uma telenovela mexicana, produzida pela Televisa e exibida em 1964 pelo Telesistema Mexicano.

## Elenco
- Anita Blanch
- Maruja Grifell
- Carmen Salas
- Luis Aragón